# NGC 3403
NGC 3403 is een spiraalvormig sterrenstelsel in het sterrenbeeld Draak. Het hemelobject werd op 3 april 1785 ontdekt door de Duits-Britse astronoom William Herschel.

## Synoniemen
- UGC 5997
- IRAS 10502+7357
- MCG 12-10-89
- KARA 449
- ZWG 333.62
- ZWG 334.4
- PGC 32719